# Ferdinand Magnus von Freymann
Ferdinand Magnus von Freymann (russisch Фёдор Юрьевич Фрейман Fjodor Jurjewitsch Freiman; * 26. Oktoberjul. / 6. November 1725greg.; † 25. Oktoberjul. / 5. November 1796greg. in Waimel-Neuhof) war ein russischer Generalleutnant.

## Leben

### Herkunft und Familie
Ferdinand Magnus von Freymann war ein Sohn des Arrendators von Rubin im Kreis Illuxt, Georg von Freymann aus dem Hause Hohenrandeck und der Sophie, geborene von Brunnow.
1765 heiratet er Katharina Elisabeth von Krüdener (1736–1799) Aus der Ehe sind zwei Töchter hervorgegangen:
- Dorothea (1768–1806), ⚭ Peter von Wrangell (1760–1807), russischer Major und Kriminalgerichtsassessor[2]
- Elisabeth (1772–1830), ⚭I 1791 Carl von Freymann aus dem Hause Nursie (1757–1794), russischer Leutnant der Garde[3]; ⚭II 1797 Otto Reinhold von Freymann aus dem Hause Nursie (1760–1820), russischer Leutnant und Kirchspielrichter[4]

### Werdegang
Freymann bestritt seit 1742 eine Offizierslaufbahn in der Kaiserlich Russischen Armee. Er soll bereits 1760 oder erst 1771 zum Generalmajor avanciert sein. Von 1762 bis 1771 war er Kommandant von Riga. Er wurde dann zum Orenburger Korps abkommandiert und nahm als Führer einer Truppe von 5000 Mann an der Niederwerfung des Pugatschow-Aufstands teil. Hierbei konnte er Jaizk und die Festung Tatischtschew einnehmen. Freymann wurde 1774 mit dem St.-Anna-Orden III. Klasse und 1777 mit dem St.-Georg-Orden IV. Klasse ausgezeichnet. 1779 avancierte er zum Generalleutnant. Seit 1784 war er Erbherr auf dem Gut Waimel-Neuhof im Kirchspiel Pölwe und konnte sich 1786 in das Adelsgeschlechtsbuch des Gouvernements Livland eintragen. Er wurde am 10. November 1796 in der Kapelle in Pölwe beigesetzt. Seine Familie wurde 1797 als Freymann aus dem Haus Waimel-Neuhof bei der Livländischen Ritterschaft (Nr. 246) immatrikuliert.